# Одежда из пластика

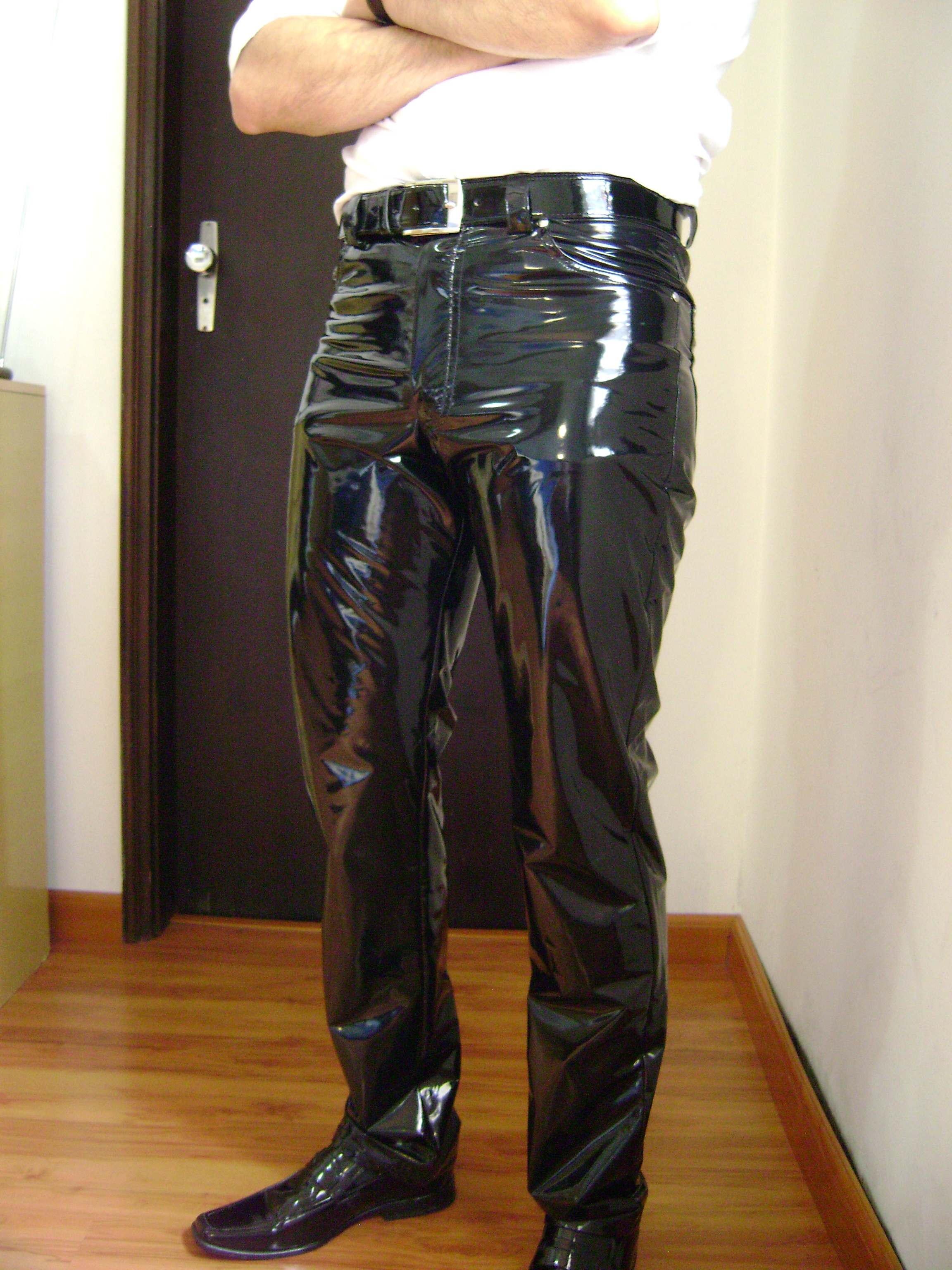
Брюки из ПВХ — пример одежды из пластика.

Одежда из пластика — это одежда, сделанная из гибких пластиков, таких как ПВХ. Она имеет ряд отличий от одежды, сделанной из синтетических тканей на пластиковой основе, таких как полиэстер . Пластиковая одежда существует почти с момента создания гибкой пластмассы,
В первую очередь создавались модели одежды для защиты от дождя, сделанные из водонепроницаемых тканей.

## История
Мода 60-х годов ввела такие предметы одежды как мини-юбки из ПВХ и плащи из ПВХ.
Плащи из ПВХ часто окрашивались в яркие цвета, сначала как средство безопасности дорожного движения для детей, но позже как предмет моды. Они были намного легче и дешевле, чем прорезиненные макинтоши или тканые плащи из габардина, а также могли быть прозрачными или полупрозрачными. В то время был большой энтузиазм по поводу использования одежды из пластика и бумаги в качестве футуристической одежды .

## Современность
В современной одежде обычно используются гибкие пластиковые материалы в виде гибкой пластиковой плёнки и пластифицированной ткани . Жёсткие пластмассовые компоненты также используются для замены компонентов, которые ранее были сделаны из металла, кости, резины или других материалов, например, в виде пуговиц, подплечников, элементов жёсткости воротника и застёжек-молний.
Пластиковые детали широко используются в обуви.
Пластиковые материалы также широко используются в средствах индивидуальной защиты .
Одежда из пластика не очень подходит для физических упражнений и занятий в тёплых условиях. Он обеспечивает высокую относительную влажность вблизи кожи, что замедляет испарение влаги с поверхности кожи, уменьшая или в некоторых случаях предотвращая охлаждение за счёт испарения.
Как и другие пластиковые предметы, одежда из пластика, как правило, не поддаётся биологическому разложению, и её утилизация может привести к пластиковому загрязнению.
Одежда из пластика также стала предметом фетишистского интереса, как и резиновая одежда